# 青い珊瑚礁 (1980年の映画)
『青い珊瑚礁』（あおいさんごしょう、The Blue Lagoon）は、1980年のアメリカ合衆国の恋愛映画。ブルック・シールズ主演。ヘンリー・ドヴィア・スタックプールによる1901年の小説"The Blue Lagoon"を原作とする。フィジーのヤサワ諸島の、ナヌヤ・レブ島にて撮影された。

## ストーリー
アーサーと8歳になる息子のリチャード、そしてリチャードの従妹で7歳になるエメラインを乗せ、サンフランシスコに向け南太平洋をイギリスの帆船が航海していた。
ある日、船で火事がおき、リチャードとエメラインは料理夫のパディに連れられいち早く小舟で避難する。しかし船は爆発して沈没し、おりからの濃霧で、父アーサーが避難した救助船ともはぐれてしまう。翌朝、目の前に島が現れ、3人はそこに向かう。
その島で、毒がある赤い実のことを教えてもらうなど、生活に必要なことをすべてパディに教えてもらいながら3人は助けを待った。パディは島の反対側に何か危険なものを感じ、絶対に行かないようにきつく2人にいいつける。そのパディは、島内で見つけたラム酒の飲みすぎをきっかけに急死してしまう。残された2人は、助け合いながら生き延びていき、やがて幼かった2人も美しい少女と逞しい少年へと育っていく。
エメラインは、リチャードにすこしずつ男としての興味を持ち始める。あるとき、船が島の近くを通るが，エメラインは合図をせずにやりすごす。そのことに怒ったリチャードは、ある日些細な事で口論となり、エメラインを家から追い出すが、エメラインが怪我をすると優しくいたわり、次第に2人は愛し合うようになっていく。性の知識もまったくない2人だったが、やがてエメラインは妊娠する。ある日、島の奥から不気味な音を聞いたリチャードは、近くの島から定期的にやってくる原住民の生け贄の儀式を目撃し、その場から逃げ出す。戻ってみると、エメラインに陣痛がはじまり、子供が産まれる。
それから時が流れ、文明社会から離れた自然の中ではあったが、幸せに暮らす3人のまえに、リチャードたちを捜索に来たアーサーが乗った帆船が現れる。しかし、おりしも泥遊びで真っ黒だった3人を、アーサーは子供たちだと気づかず、また、2人も、その船をわざとやり過ごすのだった。それからしばらくして、エメラインと子供が小舟に乗って遊んでいる最中にオールを流されてしまう。リチャードがすぐに助けに行くが、そこにサメが現れ、オールがないまま、3人が乗った船は潮に流されはじめ、海原を漂流し始める。
食料も水も無く、死を待つばかりになった3人は、リチャードが持っていた毒のある赤い実を子供が飲み込んでしまうのを見て、二人も後を追うように静かに口に入れる。そのとき、アーサーが乗った帆船が小舟を見つけるのだった。帆船の船員が、「眠っている」と生存を示唆するセリフを言って、映画は終わる。
本作の続編にあたる『ブルーラグーン』では、リチャードとエメラインは死亡していたが、子供は眠っているだけであり、その生存が確認されている。

## キャスト
| 役名                   | 俳優                       | 日本語吹替                                       |
| 役名                   | 俳優                       | TBS版 （吹替補完版）                             |
| ---------------------- | -------------------------- | ------------------------------------------------ |
| エメライン             | ブルック・シールズ         | 潘惠子                                           |
| リチャード             | クリストファー・アトキンズ | 三ツ矢雄二                                       |
| パディ・バトン         | レオ・マッカーン           | 富田耕生                                         |
| アーサー・レストレンジ | ウィリアム・ダニエルズ     | 村越伊知郎                                       |
| エメライン（幼女期）   | エルヴァ・ジョゼフソン     | 渕崎ゆり子                                       |
| リチャード（幼年期）   | グレン・コーハン           | 池田真 （津村まこと）                            |
| 船長                   | アラン・ホップグッド       | 池田勝                                           |
| その他                 |                            | 平林尚三 伊井篤史 広瀬正志 郷里大輔              |
|                        |                            |                                                  |
| 演出                   |                            | 伊達渉 （飯村靖雄）                              |
| 翻訳                   |                            | 岩佐幸子 （橋本真砂子）                          |
| 調整                   |                            | 前田仁信                                         |
| 効果                   |                            | 遠藤堯雄 桜井俊哉                                |
| 録音                   |                            | TFCスタジオ                                      |
| 制作                   |                            | 東北新社 （ブロードメディア ・スタジオ）         |
| 初回放送               |                            | 1983年8月22日 『月曜ロードショー』 ※ソフト未収録 |

2015年3月21日にWOWOWで放送された際にカット部分を同一声優で追加録音した「吹替補完版」が放送された。また、子役が担当していた箇所は別の声優が代役を務めた。

## 受賞・ノミネート
- ノミネート
  - アカデミー撮影賞 - ネストール・アルメンドロス
  - サターン賞 -サターンファンタジー映画賞
- 受賞
  - 第1回 ゴールデンラズベリー賞 最低主演女優賞 -ブルック・シールズ